# Club José Gálvez (Cercado de Lima)
El club José Gálvez fue un club de fútbol, fundado el 1908, en el Cercado de Lima del Perú. También fue uno de los fundadores de la Liga Peruana de Fútbol, en el cual se afilia en 1913. 

## Historia
El club José Gálvez  fue fundado en el año 1908, por los alumnos del Colegio Dos de Mayo del Distrito de Lima. En sus inicios solía pactar encuentros de fútbol con otros equipos de la capital contemporáneos. Tenemos por ejemplo contra el Jorge Chávez Nr. 1 y Sport Vitarte en 1911. También extendió partidos de fútbol con equipos del Callao, como el Atlético Grau N°2. 
Los representantes del club participa de en la reunión  organizada por el club Miraflores Sporting Club para fundar la Liga Peruana de Fútbol en 1912. Sin embargo, acceden a afilar a la Liga Peruana para el año 1913. En ella, compite con otros equipos importantes de la époco como por ejemplo: Association FC, Sport Alianza, Jorge Chávez N.º 1, Lima Cricket, Atlético Grau No.1 entre otros. Continuó participando hasta 1914. Para el 1915, no se presentó a participar y por ende pierde la categoría.
El club José Gálvez continuó participando en encuentros o campeonatos organizados por otros equipos de la capital o del primer puerto.En el año de 1917, el club jugó un partido amistoso con el Atlético Chalaco. Luego en 1918, participó en un campeonato organizado por Ciclista Lima (es el primer Ciclista Lima, diferente al Ciclista Lima Association).
En 1915 se crea la Federación Sportiva Nacional (FSN) (también denominada Federación Deportiva Nacional). Era una organización independiente a la Liga Peruana de Fútbol . El club se afilia en ella, en 1916 participando por pocos años. Luego para 1920, varios clubes disidentes de la Liga Peruana de Fútbol, incluyendo el José Gálvez, funda la Asociación Amateur de Football. También era otro ente del fútbol, que organizaba sus propios campeonatos de fútbol. 
Finalmente el club José Gálvez, se mantuvo participando en Asociación Amateur de Football hasta 1926. Luego desapareció.

## Representantes
- José L. Velásquez
- A. Aranza

## Datos del club
- Temporadas en Liga Peruana de Fútbol: 2 (1913 y 1914).
- Temporadas en la Federación Sportiva Nacional:4 (1916, 1917, 1918 y 1919).
- Temporadas en la Asociación Amateur de Football:7 (1920 al 1926).

## Nota de clubes no relacionados

### Sport José Gálvez
- Existe otro club llamado Sport José Gálvez del Distrito de La Victoria (que está vigente como club social en la actualidad). A pesar del nombre, no guarda ninguna relación.

### Sporting José Gálvez
- Fue otro club fútbol limeno fundado alrededor de 1905. Se afilió en 1932, en la Tercera División Provincial de Lima (equivalente cuarta categoría). Participó pocas temporadas del campeonato hasta su desaparición.

Sporting José Gálvez.
| Titular | Alterno |  |

## Enlace
- Tema: La Liga Peruana de Fútbol., Capítulo 2 de El Fútbol en Lima, tesis de Gerardo Álvares Escalona, Biblioteca de la Universidad Nacional Mayor de San Marcos
- Tesis Difusión del Fútbol en Lima
- Tesis Capítulo 2, Nota de Pie de Página N° 138 y 139